# Кузьминська сільська рада (Красилівський район)
Кузьми́нська сільська́ ра́да — адміністративно-територіальна одиниця та орган місцевого самоврядування у Красилівському районі Хмельницької області. Адміністративний центр — село Кузьмин.

## Загальні відомості
- Населення ради: 2 028 осіб (станом на 2001 рік)

## Населені пункти
Сільській раді були підпорядковані населені пункти:
- с. Кузьмин

## Склад ради
Рада складалася з 18 депутатів та голови.
- Голова ради: Момот Олег Сергійович
- Секретар ради: Трофанюк Марія Трохимівна

### Керівний склад попередніх скликань
| Прізвище, ім'я, по батькові    | Основні відомості                                                                     | Дата обрання | Дата звільнення |
| ------------------------------ | ------------------------------------------------------------------------------------- | ------------ | --------------- |
| Лукіянчук Олександр Степанович | Сільський голова, 1967 року народження, член Всеукраїнського об'єднання «Батьківщина» | 26.03.2006   | 31.10.2010      |
| Момот Олег Сергійович          | Сільський голова, 1982 року народження, освіта вища, член Партії регіонів             | 31.10.2010   |                 |

Примітка: таблиця складена за даними сайту Верховної Ради України

### Депутати
За результатами місцевих виборів 2010 року депутатами ради стали:

#### За суб'єктами висування
| Суб'єкт висування            | Кількість обраних депутатів | %    |
| ---------------------------- | --------------------------- | ---- |
| Самовисування                | 7                           | 38,9 |
| Народна партія               | 6                           | 33,3 |
| Партія регіонів              | 4                           | 22,2 |
| Соціалістична партія України | 1                           | 5,6  |

#### За округами
| № округу                     | Прізвище, ім'я, по батькові    | Дата визнання обраним | Освіта             | Партійна приналежність | Відомості про обраного депутата                      |
| ---------------------------- | ------------------------------ | --------------------- | ------------------ | ---------------------- | ---------------------------------------------------- |
| Народна Партія               |                                |                       |                    |                        |                                                      |
| 3                            | Трофанюк Марія Трохимівна      | 01.11.2010            | вища               | позапартійна           | Кузьминська сільська рада, секретар                  |
| 4                            | Шкробтак Анатолій Іванович     | 01.11.2010            | середня            | позапартійний          | тимчасово не працює                                  |
| 11                           | Косюк Тетяна Володимирівна     | 01.11.2010            | середня спеціальна | позапартійна           | Кузьминська лікарська амбулаторія, медсестра         |
| 14                           | Тробюк Катерина Юріївна        | 01.11.2010            | вища               | позапартійна           | тимчасово не працює                                  |
| 16                           | Кіт Людмила Степанівна         | 01.11.2010            | вища               | позапартійна           | пенсіонер                                            |
| 18                           | Куйбіда Ірина Михайлівна       | 01.11.2010            | вища               | позапартійна           | Кузьминська лікарська амбулаторія, сімейний лікар    |
| Партія регіонів              |                                |                       |                    |                        |                                                      |
| 1                            | Косюк Василь Якович            | 01.11.2010            | вища               | позапартійний          | ТОВ"Агрокрай", головний агроном                      |
| 2                            | Омелянюк Віктор Андрійович     | 01.11.2010            | середня            | позапартійний          | СК «Кузьминський», головний інженер                  |
| 6                            | Михайлюк Руслана Володимирівна | 01.11.2010            | середня спеціальна | позапартійна           | приватний підприємець                                |
| 15                           | Білявець Валентина Василівна   | 01.11.2010            | вища               | позапартійна           | Кузьминська загальноосвітня школа І-ІІІ ст., вчитель |
| Соціалістична партія України |                                |                       |                    |                        |                                                      |
| 5                            | Романюк Надія Іллівна          | 01.11.2010            | вища               | позапартійна           | пенсіонер                                            |
| Самовисування                |                                |                       |                    |                        |                                                      |
| 7                            | Миронюк Іван Володимирович     | 01.11.2010            | середня            | позапартійний          | тимчасово не працює                                  |
| 8                            | Косюк Марія Олексіївна         | 01.11.2010            | середня спеціальна | позапартійна           | Кузьминська сільська рада, головний бухгалтер        |
| 9                            | Похальчук Юрій Михайлович      | 01.11.2010            | вища               | позапартійний          | тимчасово не працює                                  |
| 10                           | Момот Анатолій Іванович        | 01.11.2010            | середня            | позапартійний          | СК «Кузьминський», комірник                          |
| 12                           | Ковбасюк Ганна Василівна       | 01.11.2010            | середня            | позапартійна           | СТОВ «АГРОКРАЙ», касир                               |
| 13                           | Іщук Андрій Мартинович         | 01.11.2010            | вища               | позапартійний          | ССТ «Кузьминське», голова правління                  |
| 17                           | Синиця Леонід Степанович       | 01.11.2010            | середня спеціальна | позапартійний          | тимчасово не працює                                  |